# Faramea pachyantha
Faramea pachyantha är en måreväxtart som beskrevs av Johannes Müller Argoviensis. Faramea pachyantha ingår i släktet Faramea och familjen måreväxter. Inga underarter finns listade i Catalogue of Life.